# Wialikaja Barouka
Wialikaja Barouka (biał. Вялікая Бароўка; ros. Великая Боровка) – wieś na Białorusi, w obwodzie mohylewskim, w rejonie mohylewskim, w sielsowiecie Kadzina, przy granicy Mohylewa i przy drodze republikańskiej R122.
Na południe od wsi znajduje się Małaja Barouka, obecnie będąca częścią Mohylewa.